# Фор-Корнерс (Меріленд)
Фор-Корнерс (англ. Four Corners) — переписна місцевість (CDP) в США, в окрузі Монтгомері штату Меріленд. Населення — 8316 осіб (2020).

## Географія
Фор-Корнерс розташований за координатами 39°1′24″ пн. ш. 77°0′37″ зх. д. / 39.02333° пн. ш. 77.01028° зх. д. (39.023322, -77.010210).  За даними Бюро перепису населення США в 2010 році переписна місцевість мала площу 3,81 км², з яких 3,77 км² — суходіл та 0,03 км² — водойми.

## Демографія
Згідно з переписом 2010 року, у переписній місцевості мешкало 7945 осіб у 2819 домогосподарствах у складі 2047 родин. Густота населення становила 2087 осіб/км².  Було 2913 помешкання (765/км²).
Расовий склад населення:
| - 69,4 % — білих - 12,3 % — чорних або афроамериканців - 5,8 % — азіатів - 0,4 % — корінних американців - 0,1 % — вихідців з тихоокеанських островів - 8,3 % — осіб інших рас |

До двох чи більше рас належало 3,7 %. Частка іспаномовних становила 17,2 % від усіх жителів.
За віковим діапазоном населення розподілялося таким чином: 26,0 % — особи молодші 18 років, 62,0 % — особи у віці 18—64 років, 12,0 % — особи у віці 65 років та старші. Медіана віку мешканця становила 39,1 року. На 100 осіб жіночої статі у переписній місцевості припадало 90,5 чоловіків;  на 100 жінок у віці від 18 років та старших — 88,3 чоловіків також старших 18 років.
Середній дохід на одне домашнє господарство  становив 135 568 доларів США (медіана — 114 904), а середній дохід на одну сім'ю — 147 744 долари (медіана — 131 525). Медіана доходів становила 77 250 доларів для чоловіків та 85 441 долар для жінок. За межею бідності перебувало 5,9 % осіб, у тому числі 11,3 % дітей у віці до 18 років та 3,5 % осіб у віці 65 років та старших.
Цивільне працевлаштоване населення становило 4602 особи. Основні галузі зайнятості: освіта, охорона здоров'я та соціальна допомога — 25,7 %, науковці, спеціалісти, менеджери — 19,4 %, публічна адміністрація — 15,8 %.